# Iżorski-Fiat
Iżorski-Fiat – rosyjski samochód pancerny skonstruowany w 1914 roku. Wzorowany na importowanych do Rosji samochodach pancernych firmy Austin. Wykorzystywał importowane podwozie firmy Fiat. Razem z oryginalnymi samochodami pancernymi Austin i ich odmianą Putiłow-Austin, pojazdy Iżorski-Fiat stanowiły podstawę uzbrojenia rosyjskich pododdziałów samochodów pancernych podczas I wojny światowej, a później były wykorzystywane podczas rewolucji październikowej i późniejszej wojny domowej toczących się na terenie ZSRR.
W nocy z 25 na 26 lutego 1918 zbiorcza kompania 8 pułku strzelców polskich pod dowództwem podkapitana Aleksandra Rosińskiego w walce z bolszewikami o wieś Pobołowo zdobyła jeden samochód, który otrzymał nazwę „Czubaryk” i pełnił służbę w 3 Dywizji Strzelców Polskich do rozwiązania I Korpusu Polskiego.
W latach 1925–1930 jeden pojazd o numerze rejestracyjnym 4433 znajdował się w 2 Szwadronie Samochodów Pancernych w Warszawie.